# Dyrżawno pyrwenstwo w piłce nożnej (1925)
Dyrżawno pyrwenstwo (1925) było 2. edycją najwyższej piłkarskiej klasy rozgrywkowej w Bułgarii. W rozgrywkach brało udział 6 zespołów. Pierwszym mistrzem Bułgarii został zespół Władysław Warna.

## Ćwierćfinały
- Lewski Dupnica – Orel Wraca 5 – 0
- Władysław Warna – Asenowec Sliwen 3 – 0(walkower)

## Półfinały
- Władysław Warna – Lewski Dupnica 4 – 0
- Benkowski Pobeda – Lewski Sofia 0 – 4

## Finał
- Lewski Sofia – Władysław Warna 0 – 2

Zespół Władysław Warna został mistrzem Bułgarii.